# Globos de Ouro de 2017
A 22.ª edição dos Globos de Ouro ocorreu a 21 de maio de 2017, no Coliseu dos Recreios, em Lisboa. Foi apresentada por João Manzarra e transmitida na televisão pela SIC, uma das duas organizadoras dos prémios juntamente com a revista Caras, e pela SIC Caras.

## Apresentador
A 22.ª edição dos Globos de Ouro foi pela primeira vez, apresentada por João Manzarra, depois de onze anos com apresentação de Bárbara Guimarães. De acordo com a diretora de programas da SIC, Gabriela Sobral, este afastamento prende-se, essencialmente, para "proteger tanto a Bárbara como o próprio canal".

## Vencedores e nomeados

### Cinema
| Melhor filme     | Melhor filme         | Melhor atriz     | Melhor atriz     | Melhor ator   | Melhor ator                 |
| Filme            | Realizador           | Atriz            | Filme            | Ator          | Filme                       |
| Cartas da guerra | Ivo M. Ferreira      | Ana Padrão       | Jogo de Damas    | Nuno Lopes    | Posto Avançado de Progresso |
| Nomeados         |                      |                  |                  |               |                             |
| Cartas da guerra | Ivo M. Ferreira      | Ana Padrão       | Jogo de Damas    | Filipe Duarte | Cinzento e Negro            |
| Cinzento e Negro | Luís Filipe Rocha    | Joana Bárcia     | Cinzento e Negro | Miguel Borges | Cinzento e Negro            |
| John From        | João Nicolau         | Maria João Abreu | A Mãe é que Sabe | Miguel Nunes  | Cartas da guerra            |
| O Ornitólogo     | João Pedro Rodrigues | Mónica Calle     | Cinzento e Negro | Nuno Lopes    | Posto Avançado de Progresso |

### Teatro
| Melhor peça ou espetáculo | Melhor peça ou espetáculo | Melhor atriz    | Melhor atriz    | Melhor atriz        | Melhor ator       | Melhor ator                   |
| Peça ou espétaculo        | Encenação                 | Atriz           | Atriz           | Peça ou espétaculo  | Ator              | Peça ou espétaculo            |
| ------------------------- | ------------------------- | --------------- | --------------- | ------------------- | ----------------- | ----------------------------- |
| Música                    | Luís Miguel Cintra        | Isabel Abreu    | Isabel Abreu    | Um Diário de Preces | João Perry        | O Pai                         |
| Nomeados                  |                           |                 |                 |                     |                   |                               |
| Mocambique                | Jorge Andrade             | Beatriz Batarda | Beatriz Batarda | As Criadas          | João Pedro Mamede | Jardim Zoológico de Vidro     |
| Música                    | Luís Miguel Cintra        | Isabel Abreu    | Isabel Abreu    | Um Diário de Preces | João Perry        | O Pai                         |
| O Impromptu de Versalhes  | Miguel Loureiro           | Luísa Cruz      | Luísa Cruz      | Música              | Pedro Almendra    | Os Últimos Dias da Humanidade |
| Pinocchio                 | Bruno Bravo               | Rita Cabaço     | Rita Cabaço     | Música              | Rúben Gomes       | O Rio                         |

### Desporto
|                             |                             |                             |                              |                              |                              |                          |                          |                  |
| Melhor desportista feminino | Melhor desportista feminino | Melhor desportista feminino | Melhor desportista masculino | Melhor desportista masculino | Melhor desportista masculino | Melhor treinador         | Melhor treinador         | Melhor treinador |
| Desportista                 | Desportista                 | Modalidade                  | Desportista                  | Desportista                  | Modalidade                   | Desportista              | Desportista              | Modalidade       |
| Telma Monteiro              | Telma Monteiro              | Judo                        | Cristiano Ronaldo            | Cristiano Ronaldo            | Futebol                      | Fernando Santos          | Fernando Santos          | Futebol          |
| Nomeados                    |                             |                             |                              |                              |                              |                          |                          |                  |
| Patrícia Mamona             | Patrícia Mamona             | Atletismo                   | Cristiano Ronaldo            | Cristiano Ronaldo            | Futebol                      | Fernando Santos          | Fernando Santos          | Futebol          |
| Tamila Holub                | Tamila Holub                | Natação                     | Fernando Pimenta             | Fernando Pimenta             | Canoagem                     | José Uva                 | José Uva                 | Atletismo        |
| Telma Monteiro              | Telma Monteiro              | Judo                        | Madjer                       | Madjer                       | Futebol de praia             | Hélio Lucas e José Sousa | Hélio Lucas e José Sousa | Canoagem         |
| Teresa Bonvalot             | Teresa Bonvalot             | Surf                        | Ricardinho                   | Ricardinho                   | Futsal                       | Rui Vitória              | Rui Vitória              | Futebol          |

### Moda
|                        |                        |                        |                         |                         |                         |                  |                  |
| Melhor modelo feminino | Melhor modelo feminino | Melhor modelo feminino | Melhor modelo masculino | Melhor modelo masculino | Melhor modelo masculino | Melhor estilista | Melhor estilista |
| Modelo                 | Modelo                 | Agência                | Modelo                  | Modelo                  | Agência                 | Melhor estilista | Melhor estilista |
| Maria Clara            | Maria Clara            | L'Agence               | Francisco Henriques     | Francisco Henriques     | Central Models          | Luís Carvalho    | Luís Carvalho    |
| Nomeados               |                        |                        |                         |                         |                         |                  |                  |
| Isilda                 | Isilda                 | Central Models         | Fábio Tavares           | Fábio Tavares           | Face Models             | Carlos Gil       | Carlos Gil       |
| Maria Clara            | Maria Clara            | L'Agence               | Fernando Cabral         | Fernando Cabral         | Karacter Agency         | Dino Alves       | Dino Alves       |
| Marianne Bittencourt   | Marianne Bittencourt   | Karacter Agency        | Francisco Henriques     | Francisco Henriques     | Central Models          | Luís Carvalho    | Luís Carvalho    |
| Sara Sampaio           | Sara Sampaio           | Central Models         | Luís Borges             | Luís Borges             | Central Models          | Nuno Gama        | Nuno Gama        |

### Música
|                              |                              |                              |                |                |                                   |                 |                              |                              |
| Melhor intérprete individual | Melhor intérprete individual | Melhor intérprete individual | Melhor grupo   | Melhor grupo   | Melhor grupo                      | Melhor música   | Melhor música                | Melhor música                |
| Intérprete                   | Intérprete                   | Música                       | Grupo          | Grupo          | Música                            | Música          | Intérprete ou grupo          | Intérprete ou grupo          |
| HMB e Carminho               | HMB e Carminho               | O Amor é Assim               | Capitão Fausto | Capitão Fausto | Morro na Praia                    | O Amor é Assim  | HMB e Carminho               | HMB e Carminho               |
| Nomeados                     |                              |                              |                |                |                                   |                 |                              |                              |
| António Zambujo              | António Zambujo              | Até Pensei Que Fosse Minha   | Capitão Fausto | Capitão Fausto | Morro na Praia                    | Amor Maior      | Paulo Gonzo e Raquel Tavares | Paulo Gonzo e Raquel Tavares |
| HMB e Carminho               | HMB e Carminho               | O Amor é Assim               | Dead Combo     | Dead Combo     | Dead Combo E as Cordas da Má Fama | Do You No Wrong | Richie Campbell              | Richie Campbell              |
| Cristina Branco              | Cristina Branco              | Menina                       | Deolinda       | Deolinda       | Outras Histórias                  | Era Eu          | D.A.M.A                      | D.A.M.A                      |
| Fábia Rebordão               | Fábia Rebordão               | Falem Agora                  | HMB            | HMB            | O Amor é Assim                    | O Amor é Assim  | HMB e Carminho               | HMB e Carminho               |

### Revelação do ano
|                |           |
| Beatriz Frazão |           |
| Televisão      |           |
| Nomeados       |           |
| André Silva    | Futebol   |
| April Ivy      | Música    |
| Beatriz Frazão | Televisão |
| Renato Sanches | Futebol   |

### Prémio Mérito e Excelência
|                 |
|                 |
| Fernando Santos |

## Audiências
| Data               | Rating (%)    | Share (%)     | Passadeira vermelha | Passadeira vermelha | Telespetadores (Média) | Ref.ª |
| Data               | Rating (%)    | Share (%)     | Rating (%)          | Share (%)           | Telespetadores (Média) | Ref.ª |
| Data               | LIVE + VOSDAL | LIVE + VOSDAL | LIVE + VOSDAL       | LIVE + VOSDAL       | Telespetadores (Média) | Ref.ª |
| ------------------ | ------------- | ------------- | ------------------- | ------------------- | ---------------------- | ----- |
| 21 de maio de 2017 | 9,9%          | 26,8%         | 10,3%               | 21,9%               | 954.000                | [ 5 ] |